# Méier
Méier és un barri de classe mitjana i classe mitjana-alta localitzat en la Zona Nord del municipi de Rio de Janeiro, al Brasil. El barri és l'històric centre de l'Àrea dos Engenhos, que avui és coneguda com a Grande Méier i és una subprefectura des de 2013. En funció d'això, posseeix un vast comerç i varietat de serveis i transports, encara que no sigui un dels barris més grans del municipi. En el barri es localitza un dels primers shopping centers del Brasil, el Shopping del Méier, inaugurat el 1963. Presenta dues aparences urbanes diferents, una més agitada, comercial, en les àrees pròximes al Carrer Dias da Cruz i de l'estació ferroviària; i una altra més tranquil·la, en els carrers més residencials.
Méier és el 17è barri carioca amb millor IDH, de 0,931, sent un dels més valorats de la Zona Nord del municipi en la 4a posició, només darrere de Jardim Guanabara (0,962), Maracanã (0,944) i Grajaú (0,938), estant el front de barris "rivals" en aquest formatget dintre de la Zona Nord com Tijuca (0,926), Vila de la Penha (0,911), Vila Isabel (0,909) i Portuguesa (0,904).

## Història
El segle xviii, el barri era una hisenda de canya de sucre. El 1760, van tenir lloc alguns conflictes entre els jesuïtes (els amos de la hisenda) i la Corona Portuguesa, que els va expulsar de Rio. La hisenda, llavors, va ser dividida en tres parts: Engenho Novo, Cachambi i São Cristóvão. El 1884, Pere II del Brasil va regalar a un amic amb part de les terres. Aquest amic tenia el nom d'Augusto Duque Estrada Meyer, (fill del comendador Miguel João Meyer, portuguès d'origen alemany i un dels homes més rics de la ciutat a finals del segle xviii), conegut com a "camarista Meyer" per tenir lliure accés a la càmeres del palau imperial.
Per aquest motiu la regió va ser coneguda com a "Meyer" (es pronuncia "Maier"). Després de cert temps, els habitants van aportuguesar el terme per a "Méier". Els primers habitants del barri eren esclaus fugits que van formar quilombos en la Serra dos Pretos Forros.

## Galeria

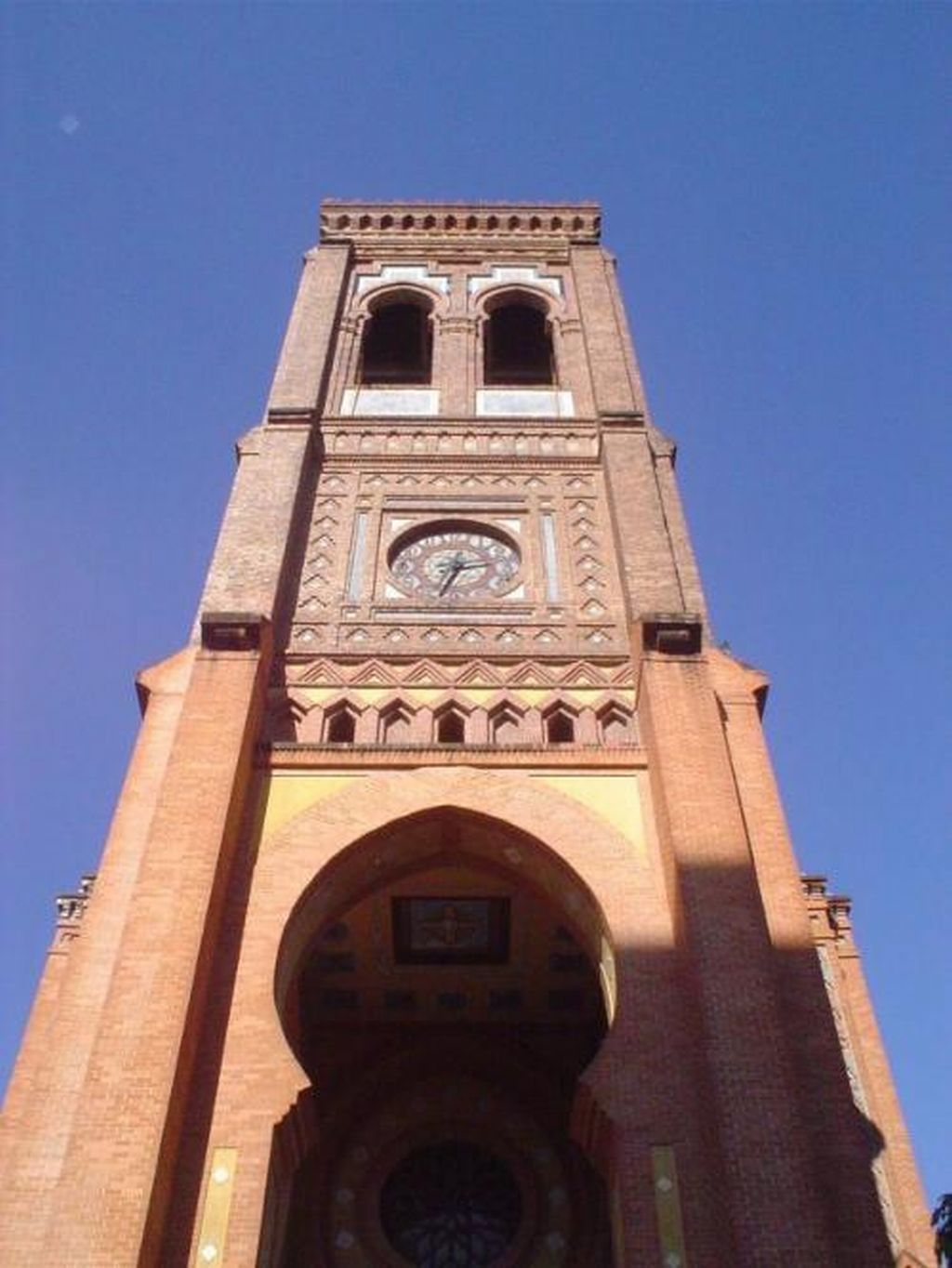
Església del Imaculado Coraçao de Maria, en el barri del Méier.
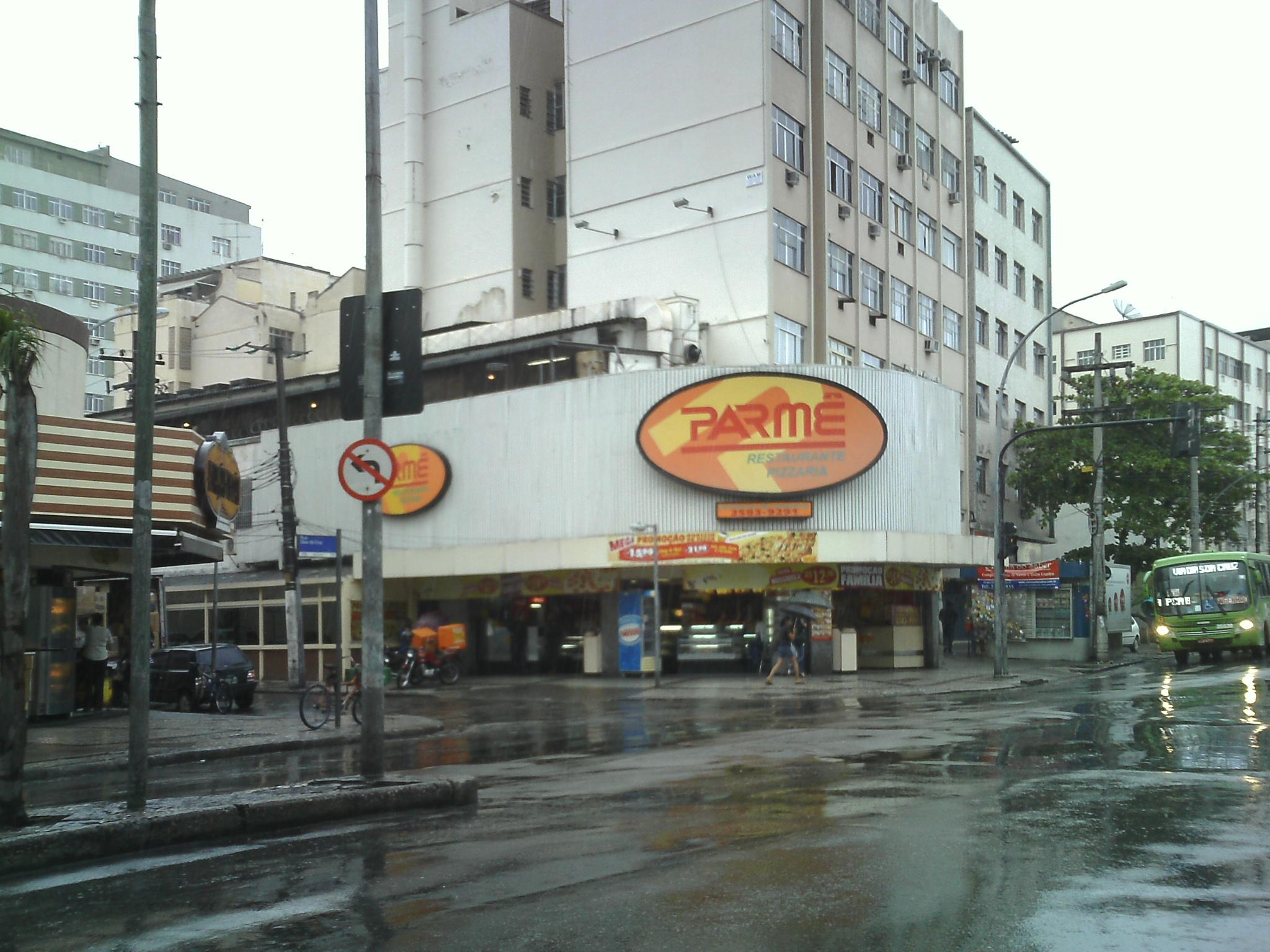
Carrer Dias da Cruz, principal del Méier.
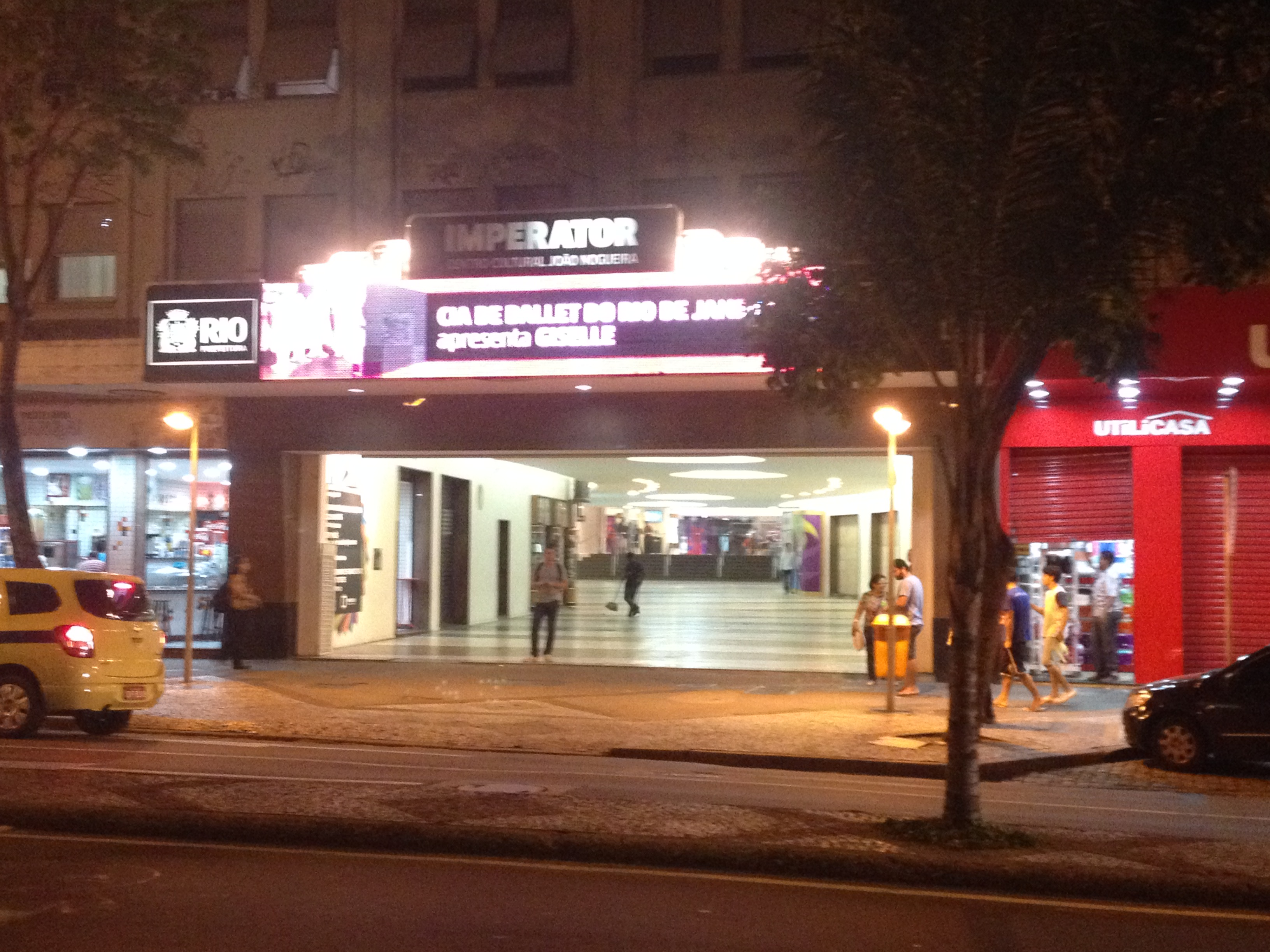
Imperator - Centre Cultural João Nogueira, antic Cinema Imperator.
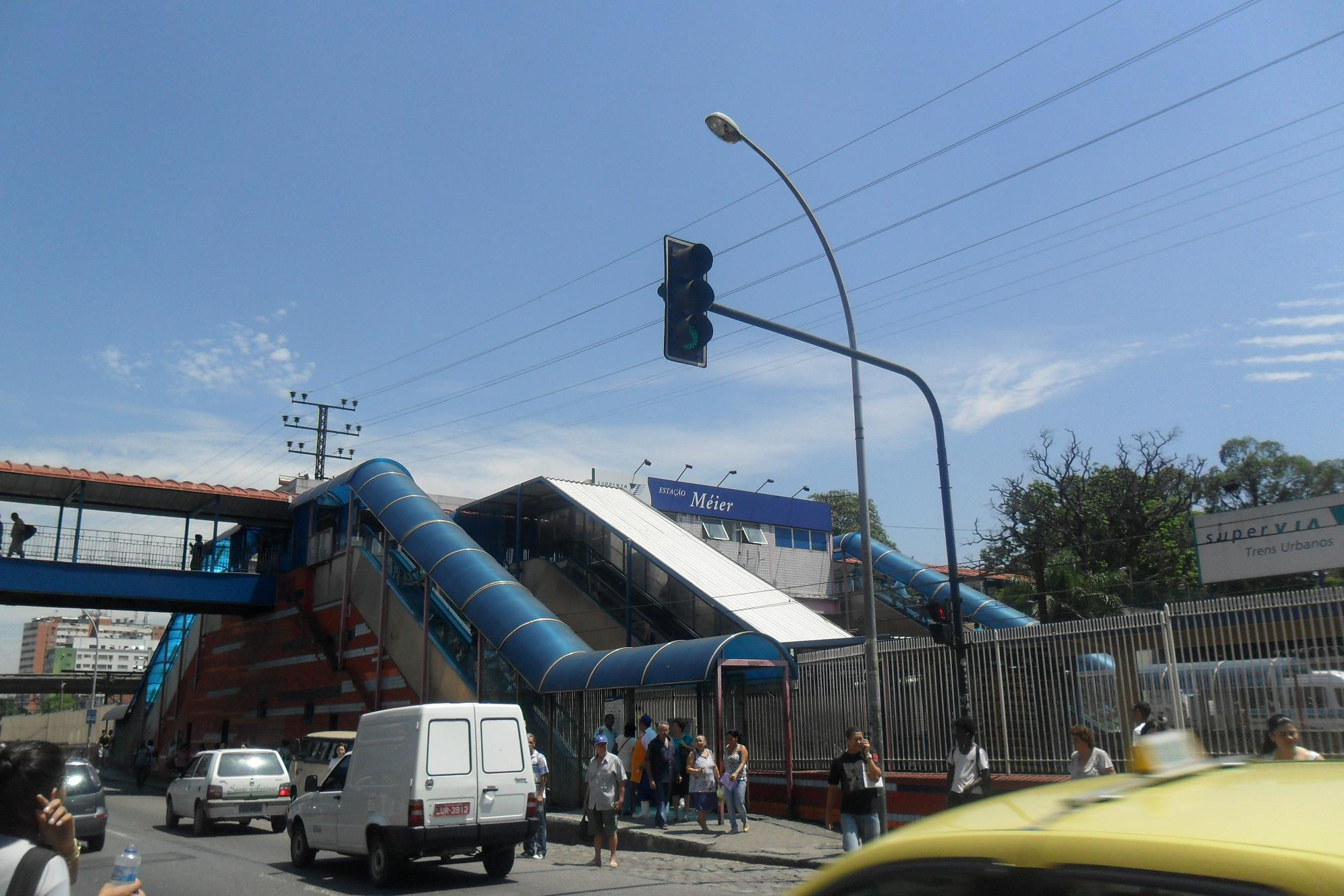
Estació Méier i Avinguda Amaro Cavalcanti.
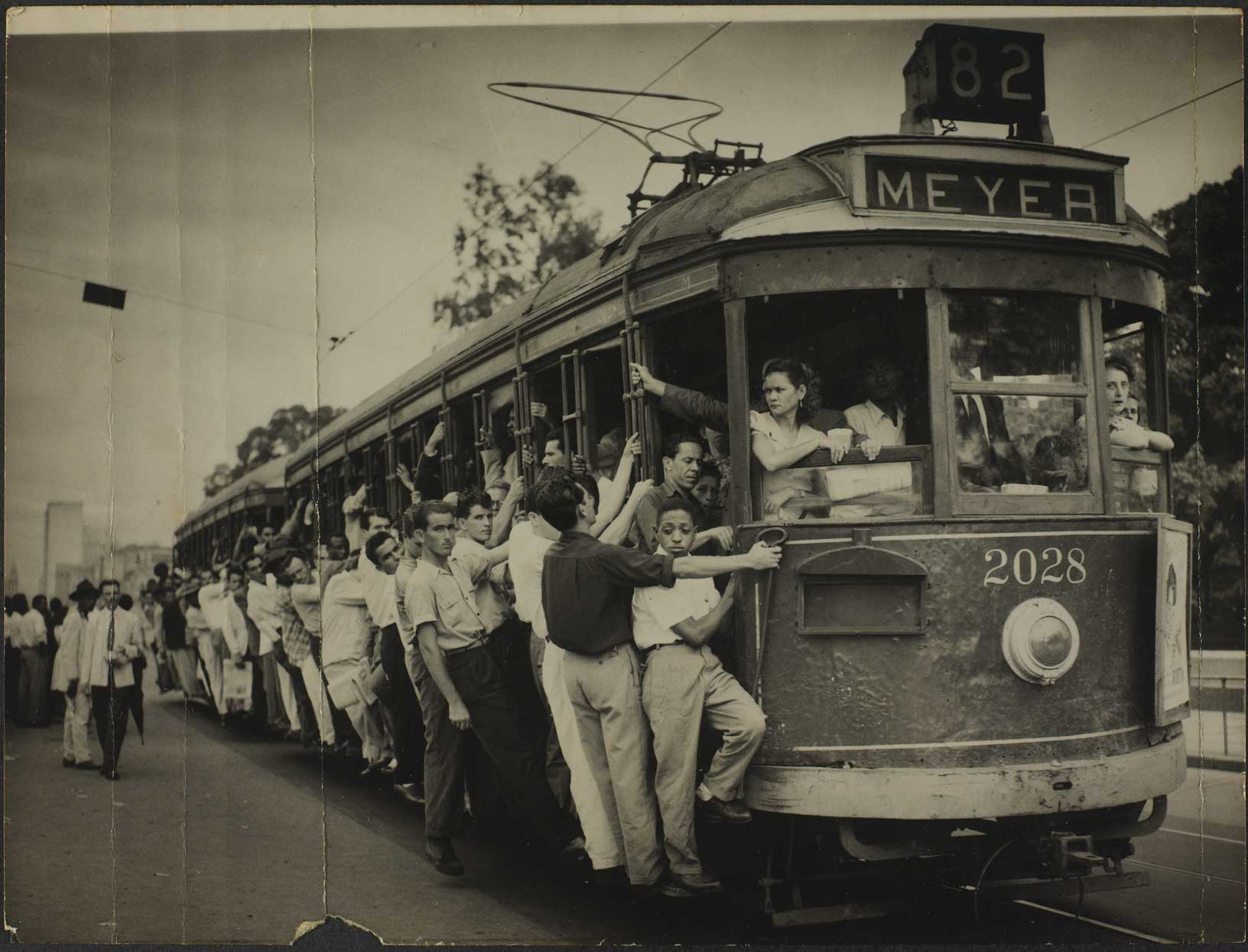
Bonde (tramvia) destinació Meyer - Acervo Digital Afro-Brasiler